# Biomphalaria smithi
Biomphalaria smithi е вид коремоного от семейство Planorbidae. Видът е почти застрашен от изчезване.

## Разпространение
Разпространен е в Демократична република Конго и Уганда.